# Boneh Kūh
Boneh Kūh (persiska: بن كوه, Bon Kūh, بنه کوه) är en ort i Iran.   Den ligger i provinsen Hormozgan, i den södra delen av landet, 1 000 km söder om huvudstaden Teheran. Boneh Kūh ligger 894 meter över havet och antalet invånare är 249.
Terrängen runt Boneh Kūh är huvudsakligen lite bergig. Boneh Kūh ligger uppe på en höjd.Runt Boneh Kūh är det glesbefolkat, med 11 invånare per kvadratkilometer. Närmaste större samhälle är Kūneh, 18,3 km öster om Boneh Kūh. Trakten runt Boneh Kūh är ofruktbar med lite eller ingen växtlighet.